# لغات ليختية
اللغات الليختية (بالإنجليزية: Lechitic languages)‏ (أو Lekhitic) هي مجموعة لغات بعضها أصبح بائداً والبعض الآخر لا يزال يتحدث به في المناطق الواقعة حالياً في بولندا والمناطق الشمالية الشرقية من ألمانيا.
تعد اللغات الليختية فرعاً من أسرة اللغات السلافية الغربية؛ أما الفروع الأخرى من هذه الأسرة فهي اللغات التشكية-السلوفاكية واللغات الصوربية.
اللغة البولندية أبرز عناصر مجموعة اللغات الليختية، وذلك بالإضافة إلى اللغة الكاشوبية واللغة السيليزية واللغة السلوفينسية واللغة البولابية.
تعود تسمية هذه اللغة بهذا الاسم إلى قبائل الليختيين (Lechites) والذين يعدّون أجداد البولنديين الحاليين.

## اقرأ أيضاً
- لغات سلافية غربية